# Charles Krameisen
Charles « Chaskel » Krameisen, né le 25 mai 1901 à Sieniawa en Galicie, (Pologne) et mort en 1974, est l'unique rescapé de la Tragédie des puits de Guerry, juillet et d'août 1944 à Savigny-en-Septaine dans le sud-est du département du Cher où trente-six juifs sont massacrés.

## Biographie
Charles Krameisen, est né le 25 mai 1901 à Sieniawa (Pologne). Afin d'’échapper au service militaire, Charles Krameisen quitte la Pologne pour l'Allemagne vers 1920. Il s'établit en France en 1921 et travaille à Pont-à-Mousson (Meurthe-et-Moselle), à la construction d’usines.

### Metz
Charles Krameisen s'installe à Metz au début des années 1920. Il épouse en 1924 Machla Kupferman dite Martha Kupferman, également originaire de Sieniawa, née le 23 janvier 1893. Le couple a deux enfants: Amélie Krameisen, née le 24 septembre 1926 à Metz et morte le 16 mars 2015 en Israël et Henri Krameisen né en 1930 à Metz.
Charles Krameisen est commerçant en textile.

### Bouzonville
Avec la crise économique de 1929, le couple s'installe à Bouzonville, à la frontière de l'Allemagne. Ils ont des passeports polonais, la Galicie étant sous le contrôle de la Pologne vers 1920.

### Saint-Amand-Montrond
En septembre 1939, la famille Krameisen doit quitter Bouzonville et se réfugie à Saint-Amand-Montrond, dans le Cher. Le choix de cette localité est arbitraire, la famille pensant qu'elle est située au centre de la France, donc bien protégée des ennemis externes. Saint-Amand fait partie de la Zone libre jusqu'en novembre 1942.
Au début de la guerre, Charles Krameisen est engagé volontaire. Démobilisé il part à Toulouse. En 1941-1942, il devient ouvrier agricole à Charenton-du-Cher. En 1943, convoqué à Limoges, pour travailler pour l’organisation Todt, il ne répond pas à cette convocation et trouve refuge chez un paysan, Edmond Bauger à environ 13 kilomètres de Saint-Amand. Il aide aux travaux de la ferme. Il connait la famille Bauger par son travail, la vente de vêtements de travail, en se déplaçant à bicyclette de ferme en ferme. Il reste chez les Bauger environ dix mois.
Des familles juives d’Alsace-Lorraine et du centre de la France sont réfugiées à Saint-Amand-Montrond. La vie est relativement calme jusqu’au milieu de l’année 1944.
Francis Bout de l'An, cadre de la Milice, envoie son épouse Simone Bout de l'An à Saint-Amand-Montrond, pour qu'elle soit protégée par la Milice.
Le 6 juin 1944, les maquisards occupent Saint-Amand-Montrond et s’emparent de Simone Bout de l’An et de miliciens. En représailles, le chef des miliciens Joseph Lécussan, assassin de Victor Bash, et Pierre Paoli, agent français de la Gestapo à Bourges, font arrêter la quasi-totalité de la communauté juive dans la nuit du 21 au 22 juillet 1944. 76 Juifs sont arrêtés et 70 sont transportés à Bourges dans la prison du Bordiot. L’ordre est donné de les liquider.
Ainsi, le 24 juillet 1944, 26 hommes sont conduits dans une camionnette vers un lieu inconnu. Ils doivent descendre 6 par 6. Une bâche empêche de voir. Charles Krameisen fait partie du dernier groupe. Il réussit à s’enfuir. Il se réfugie dans la ferme de Camille Guillaumin à Savigny-en-Septaine. Le fermier et son épouse, Marie Guillaumin le recueillent. Leurs huit enfants âgés de 1 à 12 ans sont présents. Camille Guillaumin et le boucher, Monsieur Mathurin, organisent la fuite de Charles Krameisen, après 3 jours, habillé en ouvrier agricole, vers Dun-sur-Avon. Il est alors aidé par Edmond Bauger et son épouse Marie Bauger Piffault.
Marthe Krameisen est tuée le 8 août 1944. Elle est âgée de 51 ans.

### Après la guerre
En septembre 1944, Charles Krameisen livre son témoignage.
On trouve alors dans les puits de Guerry 38 personnes disparues entre le 26 juillet et le 8 août 1944. Parmi les victimes jetées vivantes on trouve Marthe Krameisen. Les puits ont une profondeur de plus de 35 mètres. De lourdes pierres, des sacs de ciment et des grenades incendiaires avaient été jetées dans les puits.
Le 8 mai 2012, l’Institut Yad Vashem de Jérusalem décerne le titre de Juste parmi les Nations à Camille Guillaumin et à son épouse Marie Guillaumin ainsi qu'à Edmond Bauger et son épouse Marie (Germaine Marie) Bauger Piffault.